# دانیل فریدان
 دانیل فریدان (انگلیسی: Daniel Friedan؛ زاده ۳ اکتبر ۱۹۴۸) یک فیزیک‌دان اهل ایالات متحده آمریکا است.